# Anita Yuen
Anita Yuen Wing-Yi (chinois : 袁詠儀 ; chinois simplifié : 袁咏仪 ; pinyin : Yuán Yǒngyí) est une actrice hongkongaise née le 4 septembre 1971. Elle remporta le titre de Miss Hong Kong en 1990.
Anita Yuen est surtout connue pour son rôle principal en 1993 dans le film de Derek Yee C'est la vie, mon chéri, ainsi que pour son duo comique avec Leslie Cheung dans He's a Woman, She's a Man en 1994. Elle remporta pour ces deux rôles le Hong Kong Film Award de la meilleure actrice. Elle est considérée comme une « fille de Sing ».
Elle est mariée à l'acteur et chanteur hongkongais Julian Cheung. Elle a aussi joué dans bon nombre de séries télévisées, principalement à Taïwan.

## Filmographie
- 2020 : Be Water, My Friend
- 2019 : Integrity d'Alan Mak
- 2019 : A Home with a View
- 2011 : I Love Hong Kong
- 2010 : 72 Tenants of Prosperity
- 2007 : Protégé
- 2005 : Love's Lone Flower
- 2004 : Love Trilogy
- 2003 : Kung Fu Girls
- 2002 : "The Monkey King"  TV Series
- 2000 : Don't Look Back... Or You'll Be Sorry!!
- 2000 : Lensman: Power of the Lens  (voix)
- 2000 : Dragon Heat
- 1998 : Enter the Eagles
- 1998 : Anna Magdalena
- 1998 : Till Death Do Us Part
- 1997 : A Chinese Ghost Story: The Tsui Hark Animation (voix, version Cantonaise)
- 1997 : Hong Kong Night Club
- 1997 : Les Dieux du jeu 3 : Les débuts
- 1997 : He Comes from Planet K
- 1997 : Up for the Rising Sun
- 1997 : The Wedding Days
- 1996 : Entrance of the P-Side
- 1996 : Tristar
- 1996 : Till Death Do Us Laugh
- 1996 : Who's the Woman, Who's the Man
- 1996 : Twinkle Twinkle Lucky Star
- 1995 : Heaven Can't Wait
- 1995 : Just Married
- 1995 : Le Festin chinois
- 1995 : The Age of Miracles
- 1995 : Tragic Commitment
- 1995 : Thunderbolt
- 1995 : The Golden Girls
- 1995 : I Want to Go on Living
- 1995 : 01:00 A.M.
- 1995 : Tricky Business
- 1994 : Bons baisers de Pékin
- 1994 : He's a Woman, She's a Man
- 1994 : C'est la vie, mon chéri
- 1994 : Crystal Fortune Run
- 1994 : The True Hero
- 1994 : I've Got You, Babe
- 1994 : The Worth of Silence
- 1994 : Crossings
- 1994 : It's a Wonderful Life
- 1994 : He & She
- 1994 : I Will Wait for You
- 1994 : A Taste of Killing and Romance
- 1994 : Whatever You Want
- 1994 : Tears and Triumph
- 1993 : A Warrior's Tragedy
- 1993 : Prince of Portland Street
- 1993 : Tom, Dick and Hairy
- 1993 : The Incorruptible
- 1993 : Deadly China Hero
- 1993 : Legend of the Liquid Sword
- 1993 : Sword Stained with Royal Blood
- 1993 : He Ain't Heavy, He's My Brother
- 1993 : Claws of Steel
- 1992 : The Days of Being Dumb
- 1992 : Succession par l'épée